# 룩셈부르크의 대공위 계승 순위
룩셈부르크의 현재 대공은 나사우바일부르크가의 앙리이며, 대공위 계승 순위 1위는 룩셈부르크 대공세자 기욤이다. 
2011년, 헌법 개정이 이루어진 후 성별에 관계 없이 출생 순서에 따라 계승 순위가 부여되는 절대적 맏이 상속법을 따른다.

## 대공위 계승 순위
- 앙리
  - (1) 룩셈부르크 대공세자 기욤 (1981년)
    - (2) 룩셈부르크 공자 샤를 (2020년)
    - (3) 룩셈부르크 공자 프랑수아 (2023년)

  - (4) 룩셈부르크 공자 펠릭스 (1984년)
    - (5) 나사우 공녀 아말리아 (2014년)
    - (6) 나사우 공자 리암 (2016년)
    - (7) 나사우 공자 발타자르 (2024년)

  - (8) 룩셈부르크 공녀 알렉상드라 (1991년)
    - (9) 빅투아르 바고리 (2024년)

  - (10) 룩셈부르크 공자 세바스티앙 (1992년)